# Matiz
Em colorimetria, matiz é uma das três propriedades da cor que nos permite classificar e distinguir uma cor de outra através de termos como vermelho, verde, azul, etc. As outras duas propriedades são a saturação e a luminosidade podendo esta última ser entendida ainda como reflectância ou transmitância.

Matizes numericamente ordenados num espaço de cor HSL / HSV

Matiz também é uma das três dimensões em alguns modelos de cor junto com saturação e luminosidade às quais, às vezes, se junta uma outra dimensão, para emular um outro atributo, a transparência.
Já na teoria das cores, matiz se refere à cor "pura", sem adição de branco ou preto. No círculo de cores desta teoria, o matiz é um elemento posicionado no círculo mais externo cuja cor se torna mais branco na medida em que se aproxima do centro. O matiz também permanece inalterado ao se adicionar sua cor complementar (ou oposta), quando então o matiz se esmaece até se tornar gradualmente cinza.

## Correlação matiz-comprimento de onda da luz

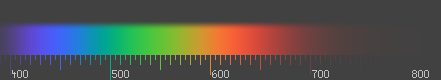
Correlação matiz-comprimento de onda do espectro eletromagnético

Há uma correlação entre comprimento de onda e matiz, que se faz notar quando a luz se abre num arco-íris. Estas cores formam parte de um grupo de cores chamadas de cores espectrais.
As cores não intimamente relacionadas com determinados comprimentos de onda de luz podem ser obtidas pela mescla de duas ou mais luzes monocromáticas que, a exemplo do magenta, são agrupadas como cores não espectrais.
Embora haja esta segregação em cores espectrais e não espectrais, um matiz "puro" só seria visível com a presença de uma onda de luz isolada, o que não ocorre na natureza. Mesmo as cores do arco-íris não são monocromáticas, suas cores representam os matizes das ondas dominantes.

## Cores transparentes
As aplicações de transparência de cor no espaço Web estão tornando bastante comuns. Há, inclusive, recomendações para sua aplicação em páginas Web. De início, uma área colorida (ou imagem) era perfurada para se obter o efeito de transparência quando sobreposta sobre uma outra cor ou imagem.
Os modelos de cor como RGB e HSL não incluem informações sobre transparência da cor. Já os modelos RGBA e HSLA que emulam transparência manipulam uma quarta variante na definição da cor quando então acrescentam a letra A de Alfa ao nome para assumirem o acrônimo de RGBA e HSLA.